# Birmingham Small Arms Company

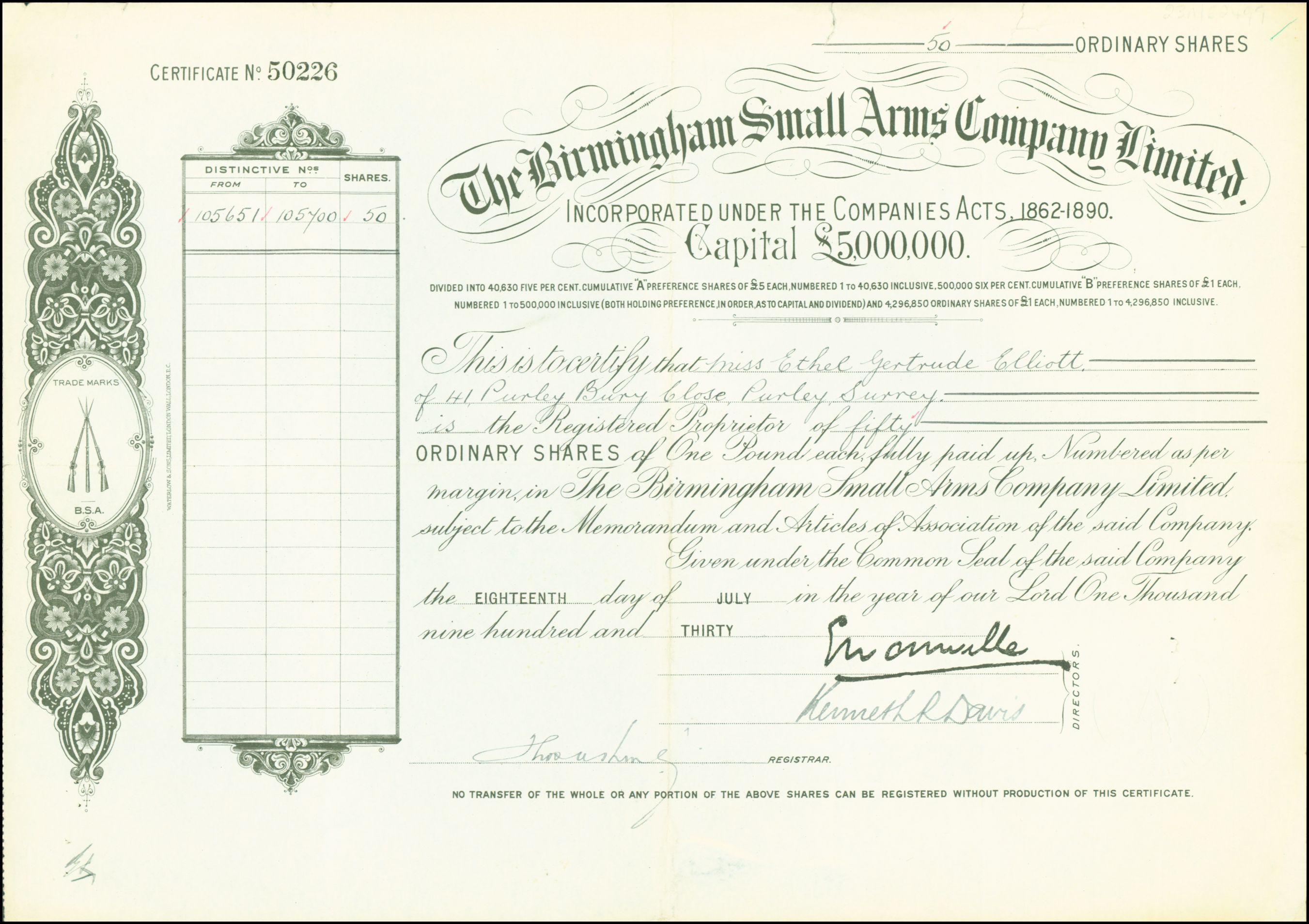
Aktie der Birmingham Small Arms Company Ltd. vom 18. Juli 1930

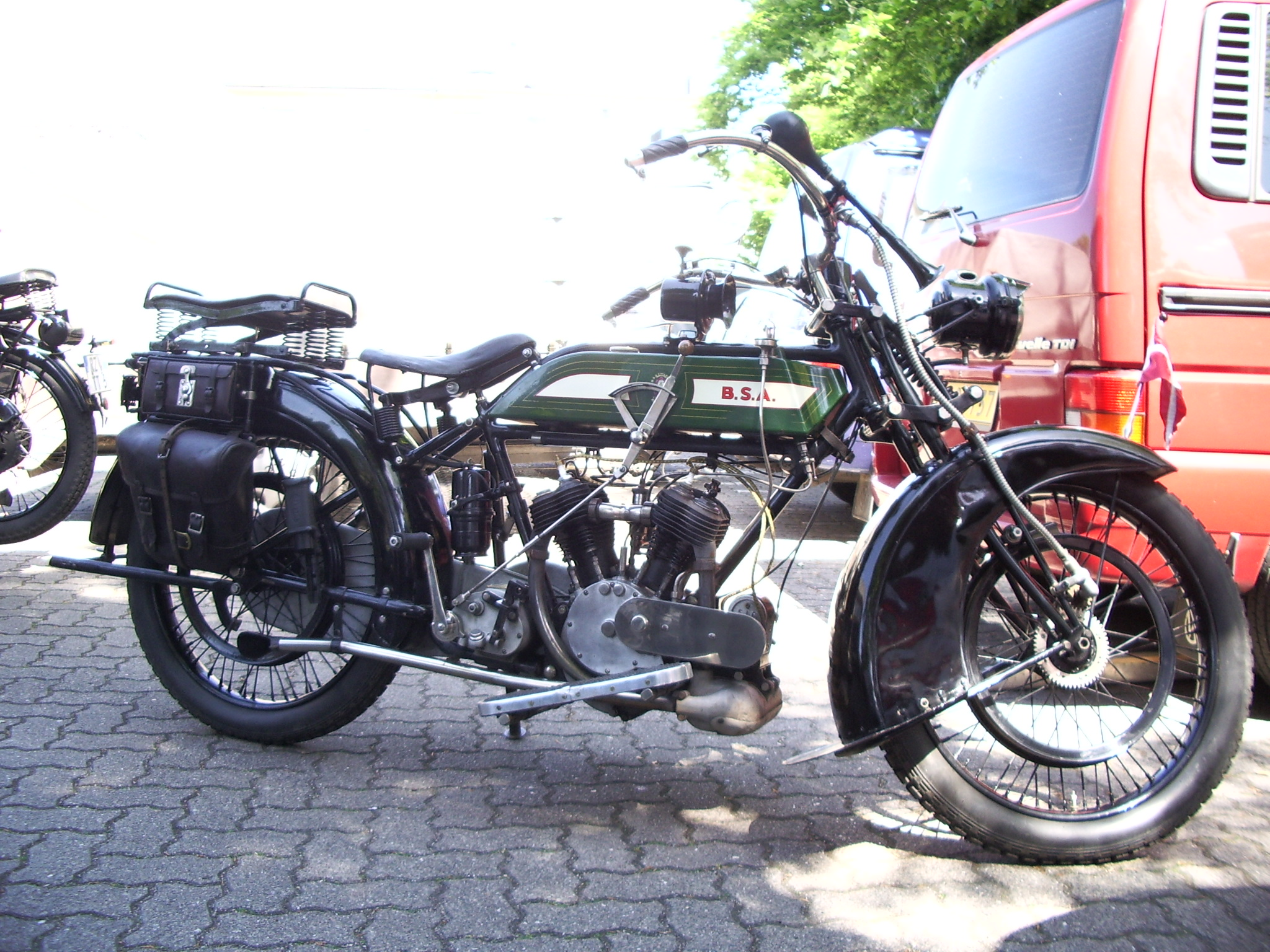
BSA von 1920

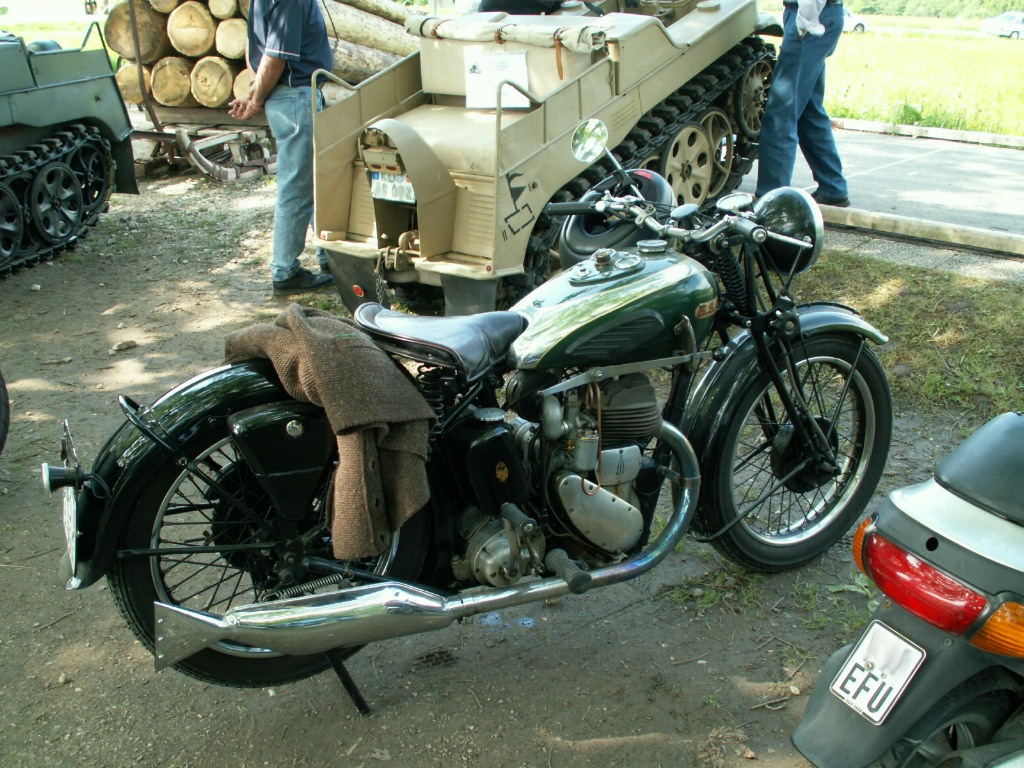
BSA

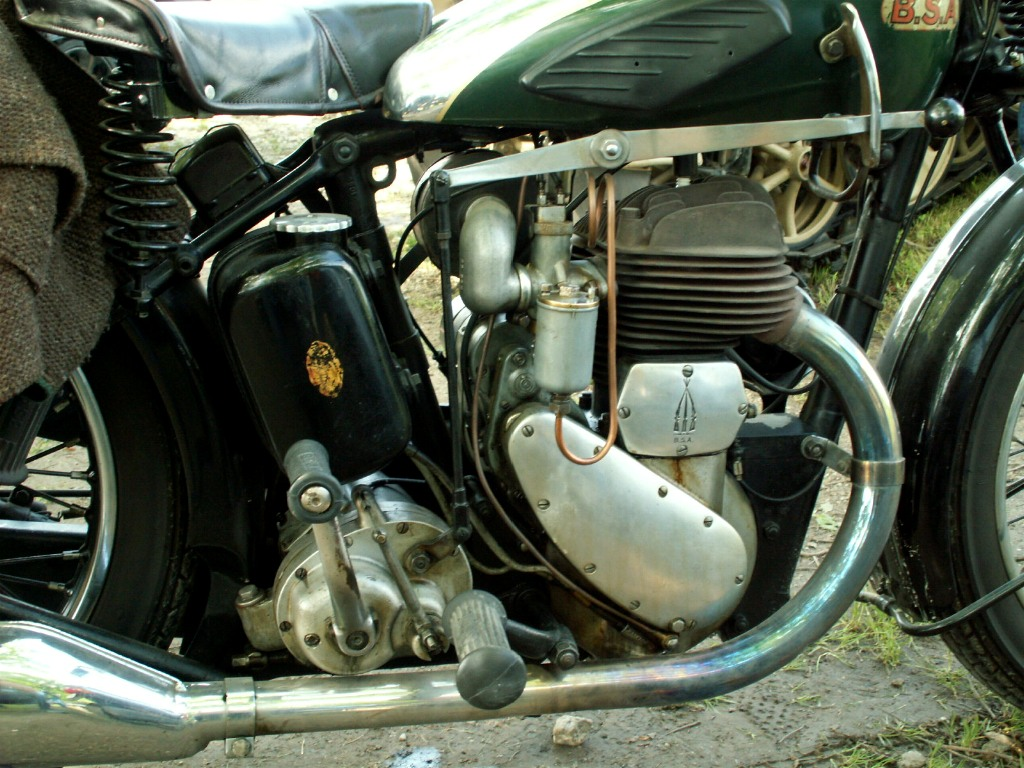
seitengesteuerter Einzylindermotor-Viertaktmotor mit 500 cm³ Hubraum

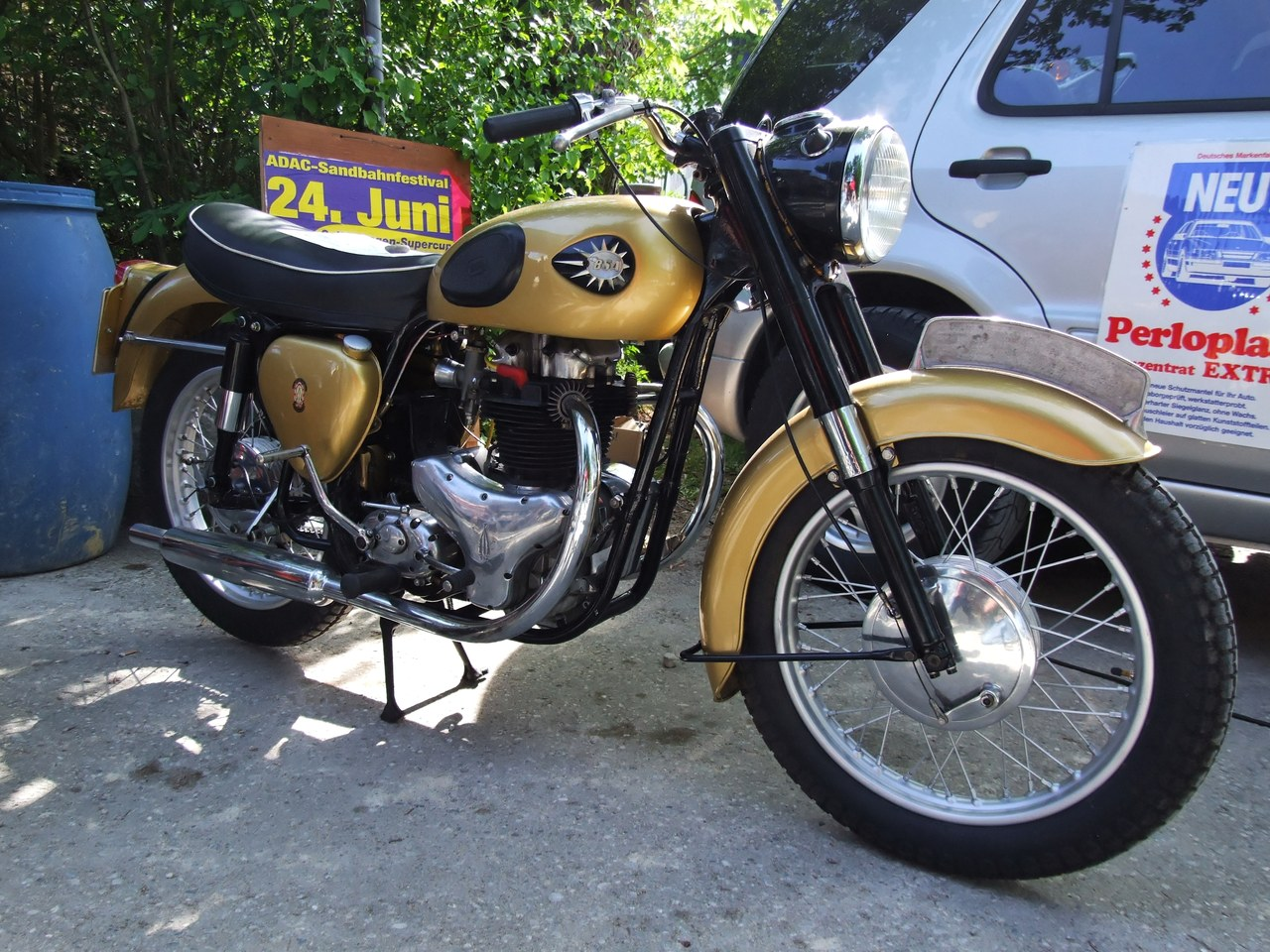
BSA Golden Flash (Ende der 1950er)

Die Birmingham Small Arms Company, kurz BSA, ist ein britischer Motorradhersteller sowie ehemaliger Automobil-, Fahrrad- und Waffenproduzent in Birmingham, England.

## Geschichte
BSA wurde 1861 von  vierzehn Büchsenmachern gegründet, die Mitglieder der Birmingham Small Arms Trade Association (Birminghamer Handfeuerwaffen Innung) waren. Diese Vereinigung lieferte während des Krimkrieges 1853–1856 Waffen an die britische Regierung.
Das Unternehmen gründete neue Unternehmenszweige, nachdem sich der Waffenhandel verschlechterte. Die Produktion von Fahrrädern begann in den 1880er-Jahren, 1903 wurde das erste Versuchs-Motorrad des Unternehmens konstruiert.
Der erste Prototyp eines Automobils wurde 1907 produziert. Schon im nächsten Jahr verkaufte das Unternehmen 150 Automobile.
Ab 1909 bot BSA eine Reihe von Motorrädern zum Verkauf an. 1910 erwarb das Unternehmen die britische Daimler Motor Company, um ihre Automobile mit deren Motoren auszustatten.

### Erster Weltkrieg
Während des Ersten Weltkrieges wandte sich das Unternehmen wieder der Rüstungsproduktion zu und breitete seine Geschäftsfelder weiter aus. BSA produzierte Gewehre und das Lewis-Maschinengewehr, aber auch Granaten sowie Motorräder und andere Gefährte für diesen Krieg.

### Zwischen den Weltkriegen
1920 erwarb der Konzern den Nachlass des nur kurzlebigen Flugzeugbauers Airco und 1931 den Automobilhersteller Lanchester. In den 1930er Jahren beschloss das Direktorium, die seit dem Ersten Weltkrieg eingelagerten Rüstungs-Werkzeugmaschinen wieder in Betrieb zu nehmen. Diese waren auf eigene Kosten im Unternehmen gelagert worden, in der Hoffnung, BSA würde wieder als patriotischer Rüstungsbauer gefragt sein.
Besonders erfolgreich war BSA mit dem Bau von schweren Einzylinder-Motorrädern, der „M“ Baureihe. Die M20/21/22 wurden mit seitengesteuerten Einzylinder-Viertaktmotoren angetrieben. Später gab es auch Modelle mit im Zylinderkopf hängenden Ventilen.
BSA-Motorräder wurden in weite Teile der Welt exportiert und galten als sehr zuverlässig.

### Zweiter Weltkrieg
Im Zweiten Weltkrieg besaß BSA 67 Fabriken und war gut aufgestellt, um den Bedarf von Gewehren und Munition zu bedienen. BSA produzierte auch unter Lizenz. Während des Krieges produzierten sie über 1 Million Lee-Enfield-Gewehre und eine halbe Million Browning-Maschinengewehre. Die Kriegsproduktion beinhaltete auch die Herstellung von Motorrädern. BSA lieferte 126.000 M20-Motorräder an die Streitkräfte, von 1937 an und später bis 1950 zusätzlich Militärfahrräder inklusive des Paratrooper-Fahrrades. Zur gleichen Zeit produzierte die Daimler Motor Company gepanzerte Wagen.

### Nach dem Zweiten Weltkrieg
1954 entstand als Prototyp ein dreirädriges Automobil.
1956 gab es letztmals ein Automobil der Marke „Lanchester“. Die Lanchester-Gesellschaft wurde im Jahr 1960 zusammen mit Daimler von Jaguar übernommen.
Nach dem Zweiten Weltkrieg baute BSA, wie viele Hersteller in anderen Ländern auch, eine Kopie der deutschen DKW RT 125, deren Konstruktion nicht mehr patentgeschützt war. Die Bantam D1 wurde von 1948 bis 1963 hergestellt.
Wenn man heutzutage über BSA Motorräder spricht, fällt automatisch der Begriff „Gold Star“. Die BSA DBD 34 Goldstar war ein großvolumiges Einzylindermotorrad, das auch im Rennsport beachtliche Erfolge erzielen konnte.
In den frühen 50er Jahren übernahm BSA den Konkurrenten Triumph. Interessanterweise wurde der Konzern von Triumph aus geleitet. Bei Triumph entwickelte Einzylindermaschinen wurden auch als BSA vertrieben.
Mitte der 1940er Jahre baute BSA vermehrt kompakte Zweizylinder-Triebwerke. Der klassische englische Twin mit 360° Hubzapfenversatz wurde als BSA A7 mit 500 cm³ ab 1946 und als A10 mit 650 cm³ Hubraum ab 1949 erst mit Starrrahmen, später mit Schwingenfahrwerken produziert. Vor allem in den USA waren diese Modelle sehr erfolgreich. Es gab sie sowohl in zahmer alltagstauglicher Auslegung, aber auch mit sportlichem Charakter in verschiedenen Tuningstufen. Die Getriebe waren wie damals üblich getrennt in einem separaten Gehäuse untergebracht. Die sogenannten „pre-unit“-Modelle (mit separatem Motor und Getriebe) wurden 1962 durch die A50 (500 cm³) und die A65 (650 cm³) abgelöst. Die neuen Modelle hatten sogenannte „unit“-Motoren in Blockmotorbauweise mit Motor und Getriebe in einem Gehäuse. Die Motorenauslegung änderte sich gravierend. Waren die A7 und die A10 noch klassische britische Twins mit langem Hub, waren die neuen Modelle kurzhubig ausgelegt. Dies kam bei den Kunden nicht gut an. Zum Ende der Baureihe gab es 1971 eine kleine Serie von Twins mit 750 cm³ Hubraum, die A70. diese gingen ausschließlich in die USA. Als letzte Ausbaustufe wurde ein im Hause Triumph entwickeltes Dreizylindermotorrad, die A75 Rocket 3 1968 auf den Markt gebracht. Infolge eines wenig zeitgemäßen Stylings blieben die Verkaufszahlen dieser Maschine bescheiden. Zusätzlich waren die Produktionskosten für dieses Modell derart hoch, dass es trotz hohen Preises kaum Gewinne abwarf. BSA war lange Zeit der weltgrößte Hersteller von Motorrädern. Ende der 1960er bis Anfang der 1970er brachen die Verkaufszahlen jedoch infolge einer falschen und scharf kritisierten Modellpolitik massiv ein. Die Modelle von BSA und Triumph wurden sich immer ähnlicher (BSA Rocket3/Trident; BSA A65 Oil in Frame/Triumph T120 Oil in Frame) und mit dem Modelljahr 1972 stellte BSA die Motorradproduktion für immer ein. Triumph hielt noch etwas länger durch und ging zeitweise mit der letzten weiteren verbliebenen britischen Motorradmarke Norton im Konzern Norton Villiers Triumph (NVT) auf.

### BSA heute
Der Markenname gehört nach mehrfachem Besitzerwechsel heute der BSA Regal Group. Sie stellt hauptsächlich Ersatzteile für Motorräder her.
Weiterhin gibt es europaweit und in den USA eine Fangemeinde vor allem der für ihre Zeit sehr schnellen britischen Classic-Motorräder mit 650 cm³ aus den 1960er Jahren, als BSA, Triumph und Norton die sportlichsten Motorräder der Welt bauten, bevor die Japaner begannen, den Motorradbau zu dominieren.
Mehrere hundert BSA mit Seitenwagen (meist B31, B32 und B40, aber auch einige 500cc Modelle) sind bis heute (2009) im Einsatz als öffentliches Nahverkehrsmittel („Becak“) in der indonesischen Stadt Pematang Siantar (Nord-Sumatra). Da es keine Ersatzteilversorgung gibt, sind die meisten sehr individuell und modifiziert und repariert.
Im Jahre 2016 übernahm der indische Fahrzeughersteller Mahindra & Mahindra die Markenrechte und versprach binnen zwei Jahren unter dem Namen wieder Motorräder herzustellen.
Allerdings ist der Neustart bis heute (August 2020) nicht erfolgt.
Zum 1. Januar 2025 waren in Deutschland 1153 BSA-Krafträder zum Straßenverkehr zugelassen.

## GewindemaßBSA

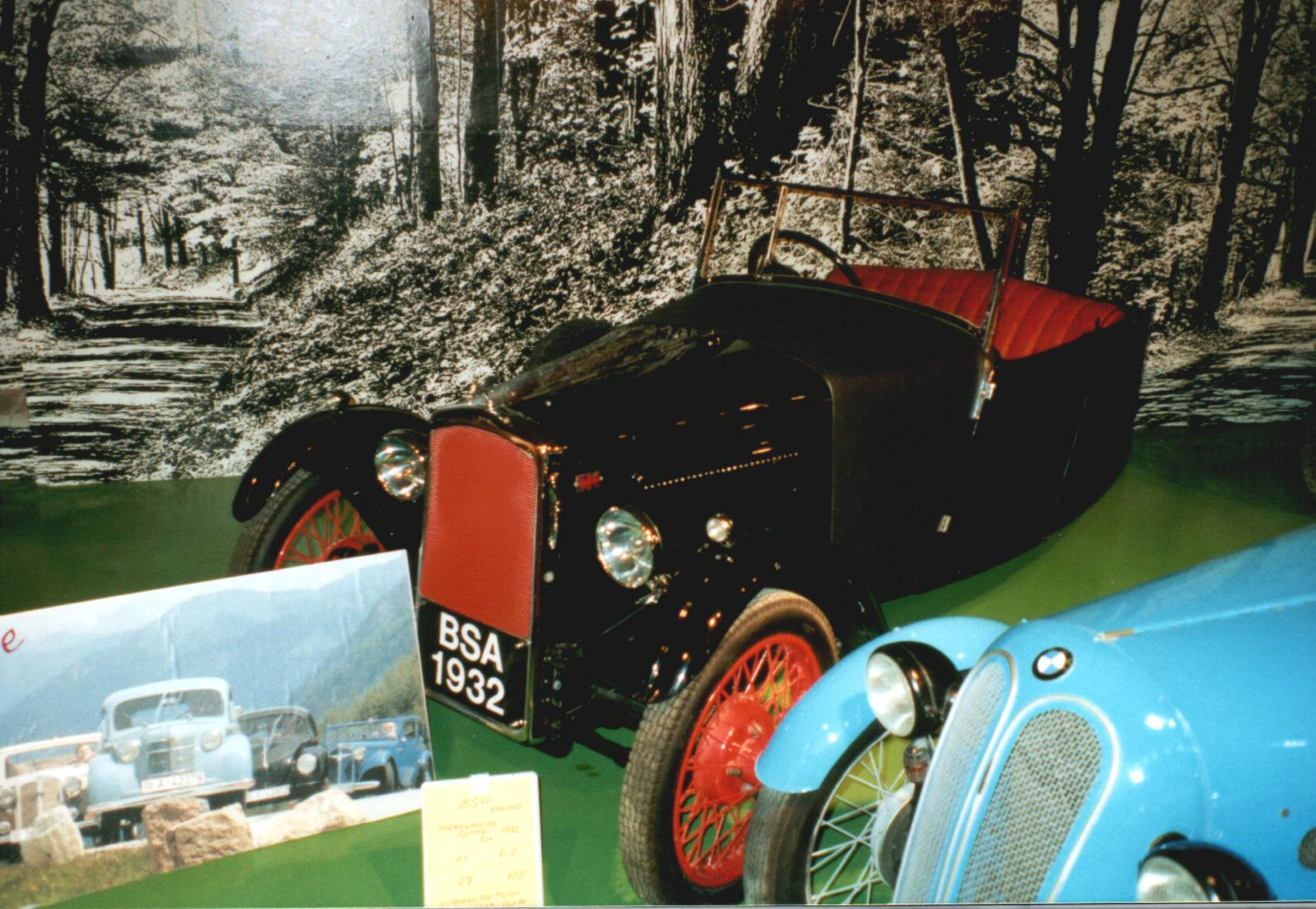
BSA Threewheeler von 1932

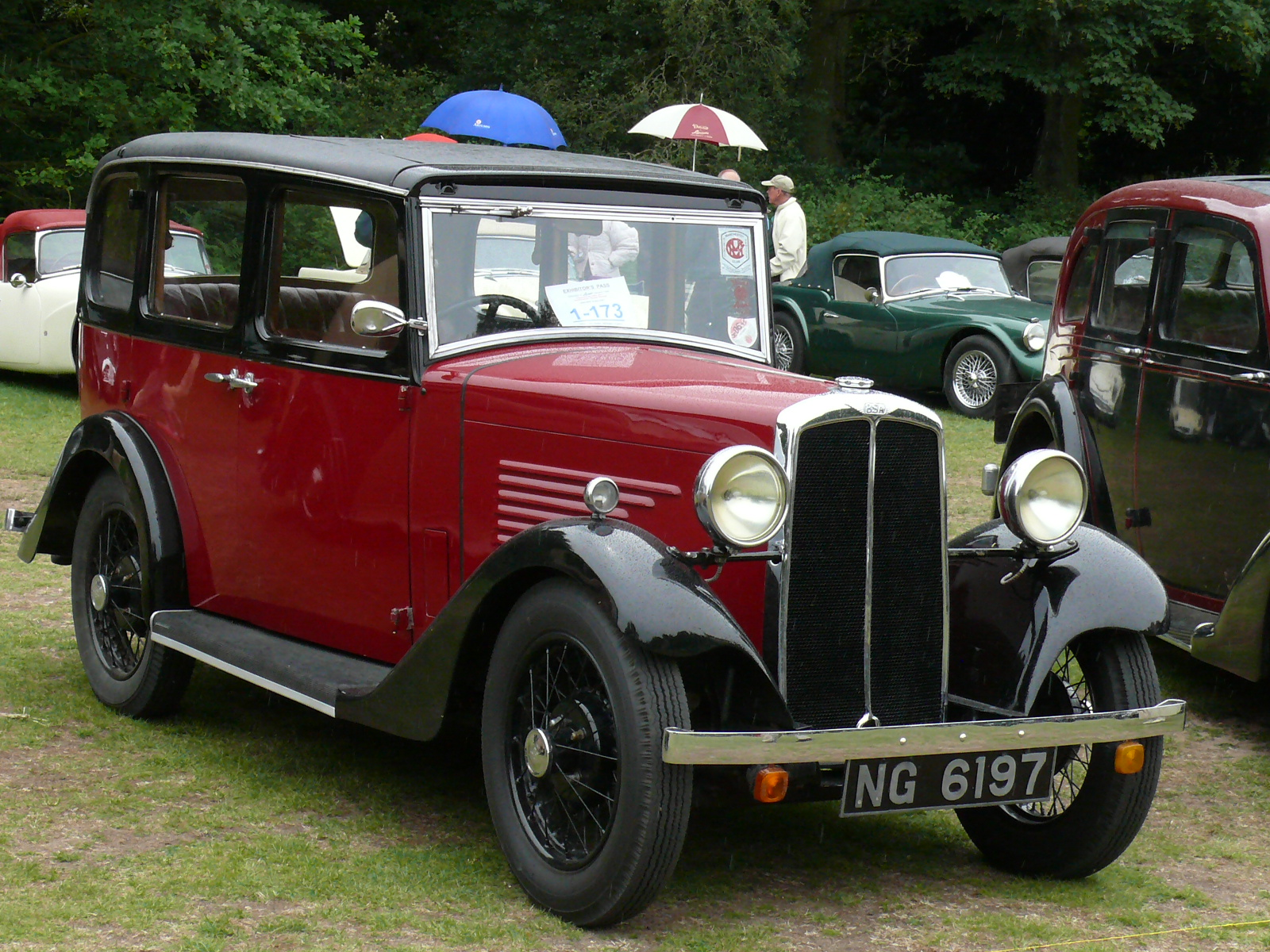
BSA Ten 6-Light Saloon von 1934

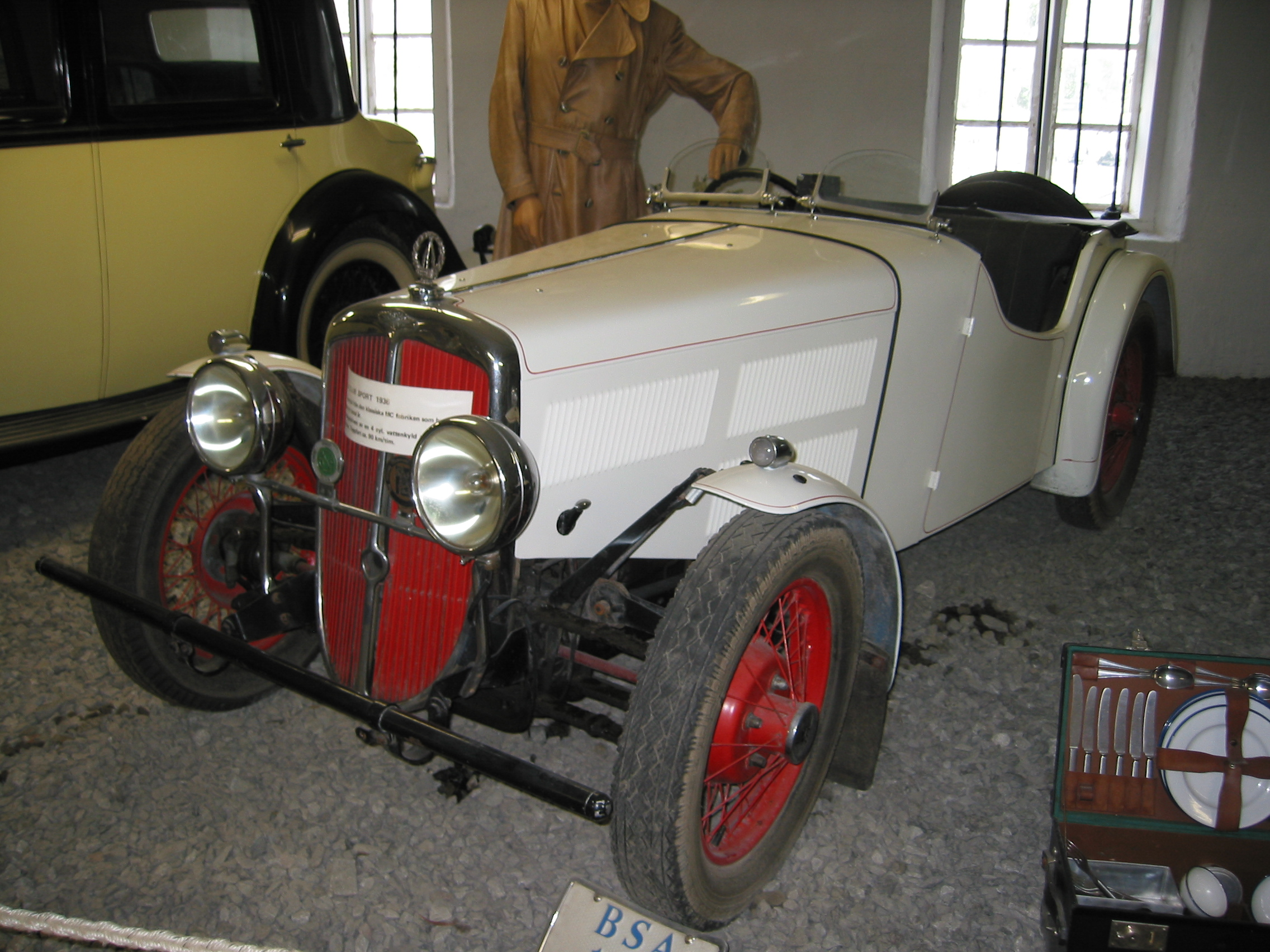
BSA Scout Sports tourer von 1936

Die Abkürzung BSA des früheren bedeutendsten britischen Waffenherstellers und späteren Fahrrad- und Motorradhersteller lebt weltweit weiter als landläufige Bezeichnung für das meistgenutzte Gewindemaß für Fahrrad-Innenlager. Die Firma entwickelte das Maß für ihre Räder. Das Standardmaß wurde zunächst von BSA eingeführt und letztendlich von der Masse der britischen Fahrradhersteller unter der Bezeichnung British Standard Cycle (BSC) geführt. Das Gewindemaß setzte sich zunächst in Großbritannien durch und wurde in die British Standards aufgenommen. Diese Standards sind inzwischen Teil des ISO-Standards.
Das Maß bezeichnet einen Durchmesser von 1,375 Zoll (34,9 mm) × 24 tpi (Windungen pro Zoll) Innenlagergewinde, wobei das im Rahmen in Fahrtrichtung rechte Gewinde ein Linksgewinde ist; das in Fahrtrichtung linke ist ein Rechtsgewinde. Das BSA Gewinde setzte sich als Standard durch, da es technisch den Vorteil hat, dass die umlaufenden Kräfte durch das Treten der Pedale beidseitig die Lagerschalen tendenziell „festtreten“. Das konkurrierende „italienische Gewinde“ (ITA 36 × 24 tpi) besitzt beidseitig ein Rechtsgewinde, wodurch sich die Lagerschalen einseitig durch die Krafteinwirkung in Tretrichtung leichter lösen.

## Automobilmodelle
| Modell   | Bauzeitraum | Motorbauform | Hubraum  | Radstand     |
| -------- | ----------- | ------------ | -------- | ------------ |
| 14/18 hp | 1907–1910   | R4           | 2596 cm³ | 2591 mm      |
| 18/23 hp | 1908–1910   | R4           | 3622 cm³ | 2896 mm      |
| 25/30 hp | 1908–1911   | R4           | 5401 cm³ | 3150 mm      |
| 15/20 hp | 1910–1911   | R4           | 3053 cm³ | 2667 mm      |
| 20/25 hp | 1910–1911   | R4           | 4156 cm³ | 2896 mm      |
| 13,9 hp  | 1912–1915   | R4           | 2015 cm³ | 2756–2845 mm |
| 10 hp    | 1921–1924   | V2           | 1080 cm³ | 2438 mm      |
| 11 hp    | 1923        | R4           | 1468 cm³ | 2692 mm      |
| 12 hp    | 1923        | R4           | 1028 cm³ | 2819 mm      |
| 14 hp    | 1924        | R4           | 1765 cm³ | 2438–2692 mm |
| 16 hp    | 1924–1926   | R6           | 1872 cm³ | 2972 mm      |
| 9 hp     | 1932–1935   | V2           | 1021 cm³ | 2299 mm      |
| 10 hp    | 1933–1936   | R4           | 1185 cm³ | 2477 mm      |
| FWD      | 1933–1936   | R4           | 1075 cm³ | 2299–2743 mm |
| Light 6  | 1935–1936   | R6           | 1378 cm³ | 2515 mm      |
| IOH      | 1936        | R4           | 1330 cm³ | 2515 mm      |
| Scout    | 1937–1939   | R4           | 1204 cm³ | 2286–2426 mm |